# Nsa Isong
Il Nsa Isong è un gioco da tavolo astratto della famiglia dei mancala; si tratta di una variante Wari giocata nella regione del Calabar, in Nigeria, da una popolazione nota come Efik. Un gioco quasi identico viene chiamato Ba-awa o Nam-Nam dai Twi, una popolazione Akan del Ghana, Jèrin-jèrin dagli Yoruba (ancora Nigeria) e Round-and-Round ad Antigua.  Alcune di queste popolazioni giocano anche al Wari, e considerano questa variante più adatta a donne e bambini. Molto simile al Nsa Isong è anche un gioco diffuso presso i cacciatori di teste del Borneo, lo Aw-li On-nam Ot-tjin.
Nota: per maggiori informazioni sulla terminologia usata in questa voce, vedi mancala o Wari.

## Regole

### Tavoliere e disposizione iniziale
Il Nsa Isong si gioca con gli stessi elementi del Wari (un tavoliere 2x6 con 48 semi) e la disposizione iniziale dei semi è la stessa (4 per buca). Inizialmente, ciascun giocatore possiede le buche della fila più vicina. I tavolieri spesso prevedono due granai, utilizzati solo per contenere i pezzi catturati durante il gioco.

### Turno
Al proprio turno, il giocatore preleva tutti i semi da una delle proprie buche e li semina in senso antiorario sul tavoliere. La semina è "con staffetta"; in altre parole, se l'ultimo seme cade in una buca occupata, il giocatore preleva tutti i semi da quella buca e procede con la semina (a meno che l'ultimo seme non sia caduto in una buca che ne conteneva esattamente 3; vedi).
Se durante la semina un seme viene deposto in una buca che ne conteneva 3 (portando il numero dei semi totali a 4, ovvero ristabilendo la situazione di inizio partita), tutti i semi della buca vengono immediatamente catturati e messi da parte dal giocatore che possiede la buca, con una sola eccezione: i semi nella buca in cui è stato deposto l'ultimo seme di una semina vengono sempre catturati dal giocatore che ha fatto la mossa, indipendentemente da chi possiede la buca. Questo tipo di cattura termina il turno; poiché i semi nella buca vengono catturati, infatti, non è possibile procedere con la semina a staffetta come negli altri casi.

#### Variante Ba-awa
Nel Ba-awa (o jérin-jérin), tutti i semi catturati in un turno (secondo le regole appena descritte) sono presi dal giocatore di turno (indipendentemente da chi possiede le rispettive buche).

### Vittoria
Quando un giocatore non è più in condizione di giocare, i semi restanti vengono catturati dal suo avversario. Chi ha catturato più semi vince la partita. In genere, anche in queste varianti del Wari vale la regola del "dar da mangiare". In altre parole, se un giocatore rimane senza semi alla fine del proprio turno, il suo avversario è tenuto, se possibile, a fare una mossa che porti qualche seme nelle case del giocatore rimasto senza. Un giocatore si considera quindi sconfitto solo se le sue case sono vuote all'inizio del suo turno.

### Partite multiple
I giocatori possono accordarsi in anticipo sul numero di partite da giocare, e stabilire che il vincitore finale è quello che ha vinto più partite. In questo caso, all'inizio di ogni nuova partita, il numero di buche che ciascun giocatore possiede dipende da quanti semi ha catturato nella partita precedente. Un giocatore che ha catturato solo 16 semi, per esempio, inizierà la partita successiva in una situazione di svantaggio, possedendo solo 4 buche, contro le 8 dell'avversario.